# Tra Telligman
Tracy Telligman , también conocido como Tra Telligman (Fort Worth, Texas, 7 de febrero de 1965), es un artista marcial mixto y boxeador estadounidense que ha competido en Ultimate Fighting Championship, PRIDE Fighting Championships y Pancrase. Telligman también es conocido por pelear a pesar de tener solo un pulmón y músculo pectoral mayor.

## Primeros años
Telligman nació en Dallas, Texas. Tuvo un accidente automovilístico cuando solo tenía un año y medio, y como resultado, le falta el pectoral derecho y el pulmón derecho, lo que le deja un profundo hueco en el pecho. El accidente también le aplastó las costillas y desde entonces ha vivido con la deformidad. Telligman comenzó a entrenar en karate cuando tenía ocho años, continuó hasta los trece años y luego comenzó a boxear hasta los quince años. Luego comenzó a entrenar en jiu-jitsu y participó en un campeonato de full contact cuando estaba en la escuela secundaria.

## Carrera en artes marciales mixtas

### Carrera temprana
Telligman comenzó a entrenar en el gimnasio Lion's Den después de conocer a Ken Shamrock y a su compañero Guy Mezger. La primera pelea profesional de Telligman fue en 1995 y ganó sus primeras tres peleas, todas por golpes en el primer asalto, antes de ser invitado a competir en UFC.

### Ultimate Fighting Championship
Telligman hizo su debut en UFC 12 contra Vitor Belfort. Telligman recibió su primera derrota profesional solo un minuto después de la pelea, y posteriormente Belfort ganó el torneo.
Dos peleas después, se enfrentó a Keiichiro Yamamiya en Pancrase y la pelea terminó en empate. Telligman luego regresó a UFC en UFC Japan contra Brad Kohler y ganó por rendición en el primer asalto. Dos peleas después, regresó nuevamente en UFC 20 para enfrentar a Pedro Rizzo y fue noqueado a los 4:30 del primer asalto.

### PRIDE Fighting Championship
Un año después, Telligman hizo su debut en PRIDE 9 contra Carlos Barreto y perdió por decisión unánime.
En su siguiente pelea para la promoción, Telligman se enfrentó a Igor Vovchanchyn en PRIDE 13, y tomó la pelea con dos semanas de anticipación después de que su compañero de equipo, Ken Shamrock, quien originalmente se suponía que pelearía contra Vovchanchyn, se lastimara el cuello durante el entrenamiento. Telligman ganó este combate por decisión unánime, ya que su técnica de boxeo y su juego de pies dificultaron la pelea para Vovchanchyn, y esta victoria fue una de las mayores sorpresas en la historia del deporte en ese momento. Después de la victoria, Telligman se convirtió en el peso pesado número 10 del mundo.

### Regreso a UFC
Dos años más tarde, Telligman hizo su regreso a UFC en una revancha con Pedro Rizzo en UFC 43 y perdió nuevamente por nocaut técnico debido a una detención médica a los 4:24 del segundo asalto. Después, Telligman se enfrentó al ex campeón de peso pesado de UFC Tim Sylvia y perdió por nocaut con una patada a la cabeza casi en el fin del primer asalto. Sylvia se convertiría en campeón de peso pesado de UFC por segunda vez, dos peleas después de su victoria sobre Telligman.
Telligman se retiró parcialmente del deporte después de su derrota ante Sylvia, sin embargo y desde entonces no ha competido en las AMM.
Telligman fue visto por última vez como entrenador en World Combat League.

## Registro de artes marciales mixtas
| Resultado | Récord | Oponente           | Método                     | Evento                           | Fecha                    | Asalto | Tiempo    | Localización                          | Notas |
| --------- | ------ | ------------------ | -------------------------- | -------------------------------- | ------------------------ | ------ | --------- | ------------------------------------- | ----- |
| Derrota   | 7-5-1  | Tim Sylvia         | KO (patada a la cabeza)    | UFC 54                           | 20 de agosto de 2005     | 1      | 4:59      | Las Vegas, Nevada, Estados Unidos     |       |
| Derrota   | 7-4-1  | Pedro Rizzo        | TKO (detención del médico) | UFC 43                           | 6 de junio de 2003       | 2      | 4:024     | Las Vegas, Nevada, Estados Unidos     |       |
| Victoria  | 7-3-1  | Igor Vovchanchyn   | Decisión (unánime)         | PRIDE 13                         | 25 de marzo de 2001      | 3      | 5:00      | Saitama, Prefectura de Saitama, Japón |       |
| Derrota   | 6-3-1  | Carlos Barreto     | Decisión (unánime)         | PRIDE 9                          | 4 de junio de 2000       | 2      | 10:00     | Nagoya, Japón                         |       |
| Derrota   | 6-2-1  | Pedro Rizzo        | KO (golpes)                | UFC 20                           | 7 de mayo de 1999        | 1      | 4:30      | Birmingham, Alabama, Estados Unidos   |       |
| Victoria  | 6-1-1  | David Rivera       | TKO (golpes)               | World Pancration Championships 2 | 16 de enero de 1998      | 1      | Sin datos | Dallas, Texas, Estados Unidos         |       |
| Victoria  | 5-1-1  | Brad Kohler        | Rendición (armbar)         | UFC Japan                        | 21 de diciembre de 1997  | 1      | 10:05     | Yokohama, Japón                       |       |
| Empate    | 4-1-1  | Keiichiro Yamamiya | Empate (mayoría)           | Pancrase: Alive 9                | 29 de octubre de 1997    | 2      | 3:00      | Tokio, Japón                          |       |
| Victoria  | 4-1-0  | Rick Mathis        | Rendición (heel hook)      | World Pankration Championships 1 | 26 de octubre de 1997    | 1      | 0:58      | Texas, Estados Unidos                 |       |
| Derrota   | 3-1-0  | Vitor Belfort      | TKO (corte)                | UFC 12                           | 7 de febrero de 1997     | 1      | 1:17      | Dothan, Alabama, Estados Unidos       |       |
| Victoria  | 3-0-0  | Walt Darby         | Rendición (golpes)         | SuperBrawl 1                     | 28 de junio de 1996      | 1      | 2:09      | Honolulu, Hawái, Estados Unidos       |       |
| Victoria  | 2-0-0  | Brian Matapua      | Rendición (golpes)         | SuperBrawl 1                     | 28 de junio de 1996      | 1      | 2:04      | Honolulu, Hawái, Estados Unidos       |       |
| Victoria  | 1-0-0  | Vladimir Hoodenkih | KO (golpes)                | Absolute Fighting Championship 1 | 25 de septiembre de 1995 | 1      | 1:40      | Moscú, Rusia                          |       |